# Пауло Миранда
Жонатан Доин (порт. Jonathan Doin; родился 16 августа 1988 года в Кастру, штат Парана), более известный, как Пауло Миранда порт. Paulo Miranda — бразильский футболист, защитник клуба «Жувентуде».

## Клубная карьера
Миранда — воспитанник клуба «Деспортиво Бразил». В 2008 году он на правах аренды перешёл в «Палмейрас». 14 февраля 2009 года в матче Лиги Паулиста против «Палисты» Пауло дебютировал за команду. 12 октября в поединке против «Наутико Ресифи» он дебютировал в бразильской Серии А.
В 2010 году Миранда на правах аренды присоединился к «Оэсте». 16 января в матче Лиги Паулиста против «Брагантино» он дебютировал за новую команду. 14 августа в поединке против «Сан-Жозе» Пауло забил свой первый гол за «Оэсте».
Летом 2011 года он отправился в третью аренду в клуб «Баия». 12 июня в матче против «Атлетико Минейро» Миранда дебютировал за новую команду. 7 июля в поединке против «Аваи» Пауло забил свой первый гол за «Баию».
В начале 2012 года Миранда перешёл в «Сан-Паулу». 2 февраля в матче Лиги Паулиста против «Гуарани» он дебютировал за новый клуб. 10 июня в поединке против «Сантоса» Пауло забил свой первый гол за «Сан-Паулу». В 2012 году он помог клубу выиграть Южноамериканский кубок. В 2014 году Миранда стал серебряным призёром чемпионата.
Летом 2015 года Пауло перешёл в австрийский «Ред Булл Зальцбург». 25 июля в матче против «Маттерсбурга» он дебютировал в австрийской Бундеслиге. 7 ноября в поединке против венской «Аустрии» Миранда забил свой первый гол за «быков». В своём дебютном сезоне Пауло стал чемпионом и обладателем Кубка Австрии. В 2017 году он вновь выиграл чемпионат.

## Достижения
Командные
 «Сан-Паулу»
- Обладатель Южноамериканского кубка — 2012

 «Ред Булл Зальцбург»
- Чемпионат Австрии по футболу — 2015/2016
- Чемпионат Австрии по футболу — 2016/2017
- Обладатель Кубка Австрии — 2015/2016